# Atac aerian

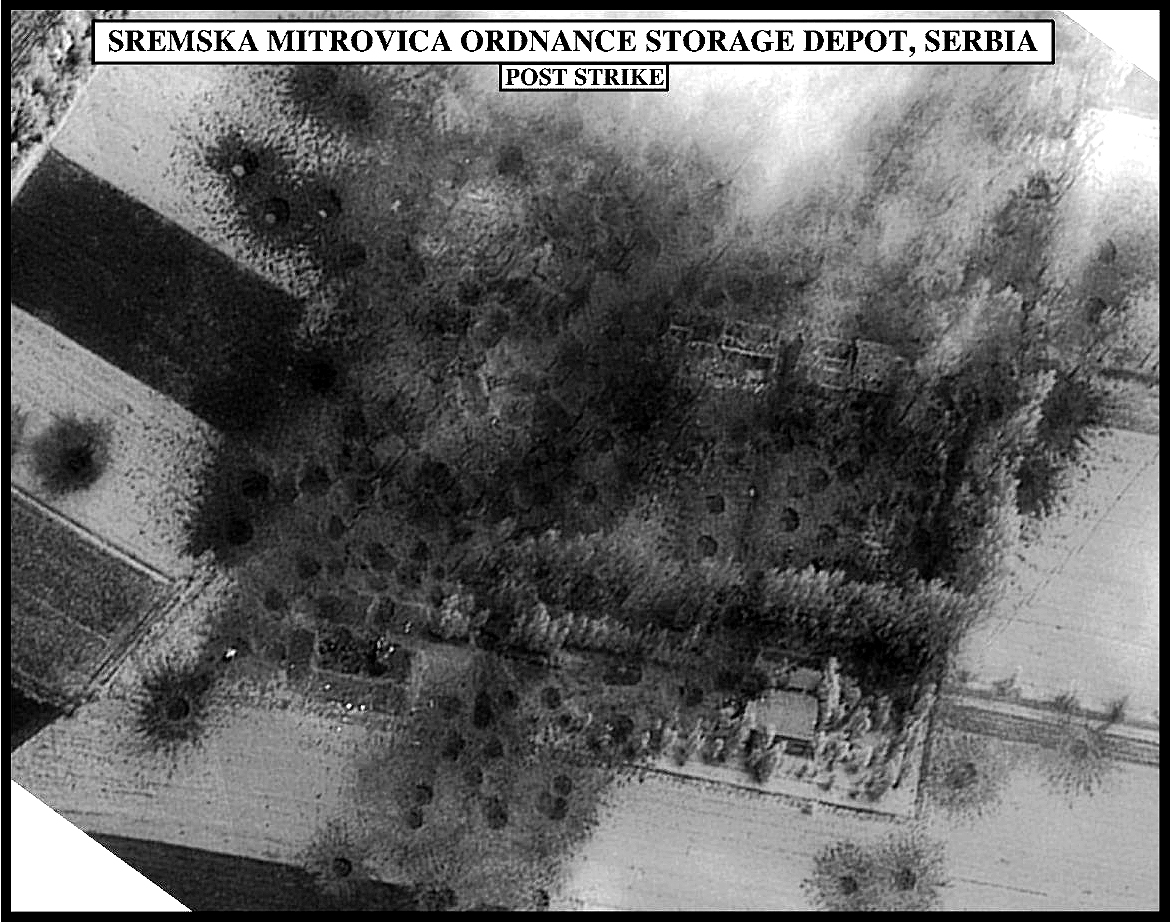
Urmările unui atac aerian în timpul Războiului din Kosovo

Un atac aerian este o operațiune ofensivă efectuate de avioane de atac. Atacurile aeriene sunt executate de obicei de aeronave, cum ar fi avioane de vânătoare, bombardiere, avioane de atac la sol și elicoptere de atac. Definiția oficială include tot felul de obiective, inclusiv obiective aeriene inamice, dar în uzul popular termenul este de obicei redus la un atac tactic (pe scară mică) asupra unui obiectiv de la sol sau naval. Armele folosite într-un atac aerian pot varia de la proiective aruncate din aer și gloanțe de mitralieră, rachete și rachete de croazieră, până la diferite tipuri de bombe și chiar arme cu energie dirijată cum ar fi lasere. El este, de asemenea, menționat frecvent ca raid aerian.
În cazul unui sprijin aerian apropiat, atacurile aeriene sunt dirijate de obicei de observatori instruiți pentru coordonarea cu trupele proprii de la sol într-un mod derivat din tacticile de artilerie.

## Istoric

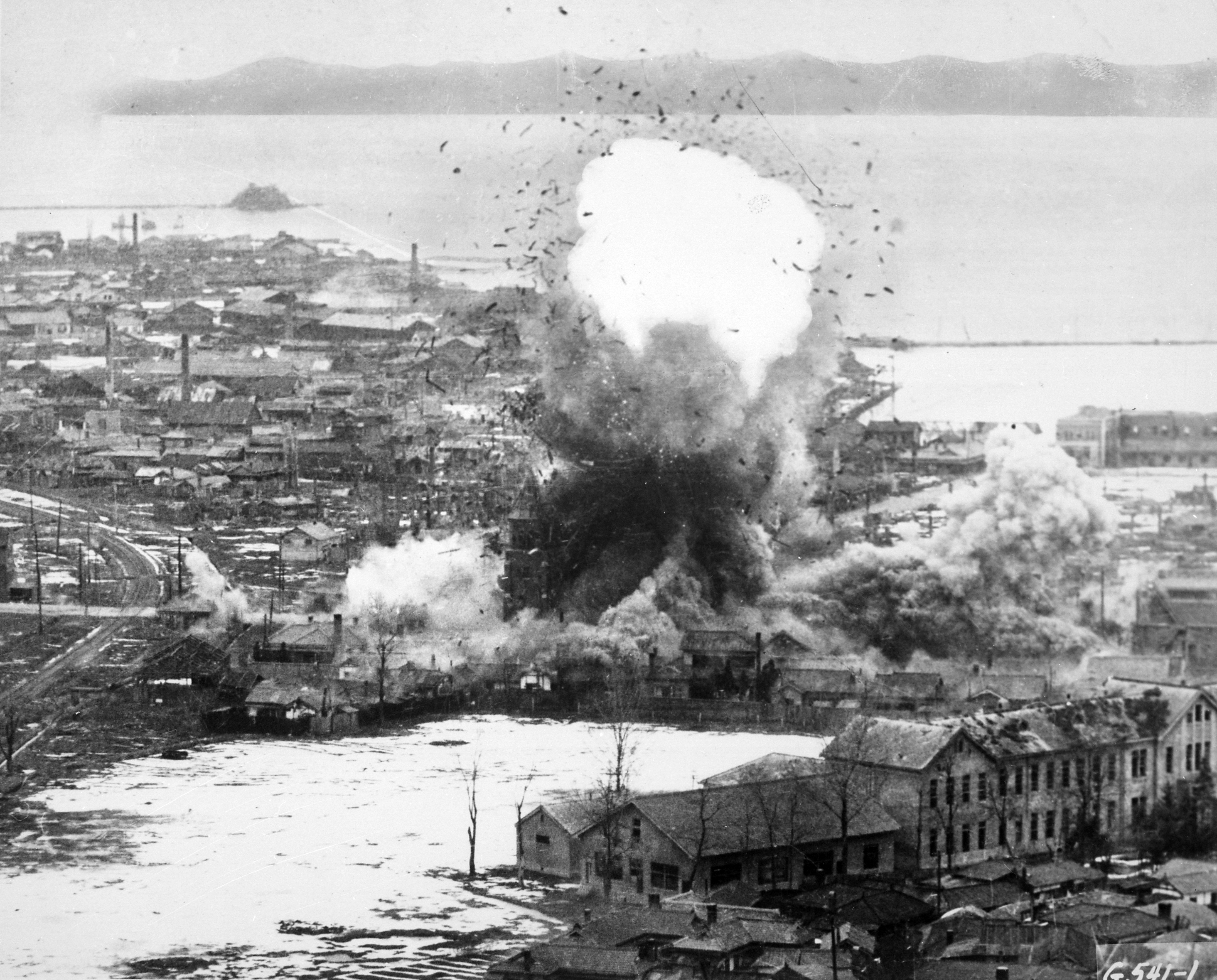
Un raid aerian al unor A-26 asupra depozitelor din Wonsan în timpul Războiului din Coreea

Pe 1 noiembrie 1911 locotenentul aviator italian Giulio Gavotti a aruncat patru bombe asupra a două baze ale turcilor din Libia, efectuând primul atac aerian ca parte a Războiului Italo-Turc. Folosirea atacurilor aeriene a fost extinsă în Primul Război Mondial. De exemplu, în Bătălia de la Neuve Chapelle din 1915 britanicii au lansat bombe asupra liniilor de calea ferată germană. Cu toate acestea, Oxford English Dictionary a menționat termenul englez „air strike” abia în perioada celui de-al Doilea Război Mondial, care a fost format din două cuvinte separate încă ceva timp după aceea. În timpul celui de-al Doilea Război Mondial a avut loc o dezvoltare a munițiilor ghidate cu precizie, care a fost realizată de germani și a contribuit la sensul modern al „atacului” aerian, un atac ce viza o țintă precisă spre deosebire de bombardamentele de până atunci care vizau zone mai largi de la sol. Importanța direcționării precise nu poate fi supraevaluată: după unele statistici, peste o sută de raiduri au fost necesare pentru a distruge un punct țintă în cel de-al Doilea Război Mondial; în Războiul din Golful US Air Force a oferit mass-mediei imagini precise ale unor Bombe ghidate de radar care au lovit direct ținta, fără daune colaterale semnificative (folosind, de exemplu, sistemul de navigație LANTIRN). Paul Fussell a menționat în lucrarea sa The Great War and Modern Memory tendința populară în secolul al XX-lea de a susține că o bombă prost dirijată a lovit, de exemplu, o biserică a fost complet deliberată și evidenția comportamentul malefic al inamicului; de-a lungul timpului, așteptările de reducere a pagubelor colaterale au crescut până la punctul în care țările dezvoltate angajate în război împotriva unor țări mai puțin avansate din punct de vedere tehnologic au redus aproape de zero acest tip de pagube.
În anii 1950 bombardierele britanice grele Avro Lincoln, avioanele de luptă De Havilland Vampire, Supermarine Spitfire, Bristol Brigand, De Havilland Mosquito și o serie de alte avioane britanice au fost folosite în cadrul Războiului de Eliberare Antibritanică din Malaya. Cu toate acestea, climatul umed a afectat structura din lemn a avioanelor Mosquito, care au fost transferate curând în alte părți. Această perioadă a marcat, de asemenea, ultima utilizare în luptă a avioanelor Spitfire.
În timpul Războiului din Vietnam, politica atacurilor aeriene a fost ajustată pentru a se potrivi avioanelor de luptă de tipul F-100 Super Sabre, F-105 Thunderchief, A-4 Skyhawk și F-4 Phantom, care au intrat atunci în dotarea U.S.A.F și U.S.N. Aceste aeronave puteau zbura mai repede, executând mai multe ordine și apărându-se mai bine decât avioanele de luptă F-4U Corsair și P-51 Mustang care au luptat în timpul Războiului din Coreea, și transportau arme și combustibil; situația s-a îmbunătățit ușor prin introducerea avioanelor de luptă O-37 Dragonfly, A-7 Corsair II și AC-130.
Atacurile aeriene, inclusiv atacurile aeriene cu drone, au fost utilizate pe scară largă în timpul Războiului din Golf, al Războiul împotriva terorismului, al Războiului din Afganistan, al Războiului din Irak, al Primului Război Civil Libian, al Războiului Civil Sirian, al Războiului Civil Irakian (2014-2017) și al Războiului Civil din Yemen (2015–prezent).

## Moartea persoanelor necombatante

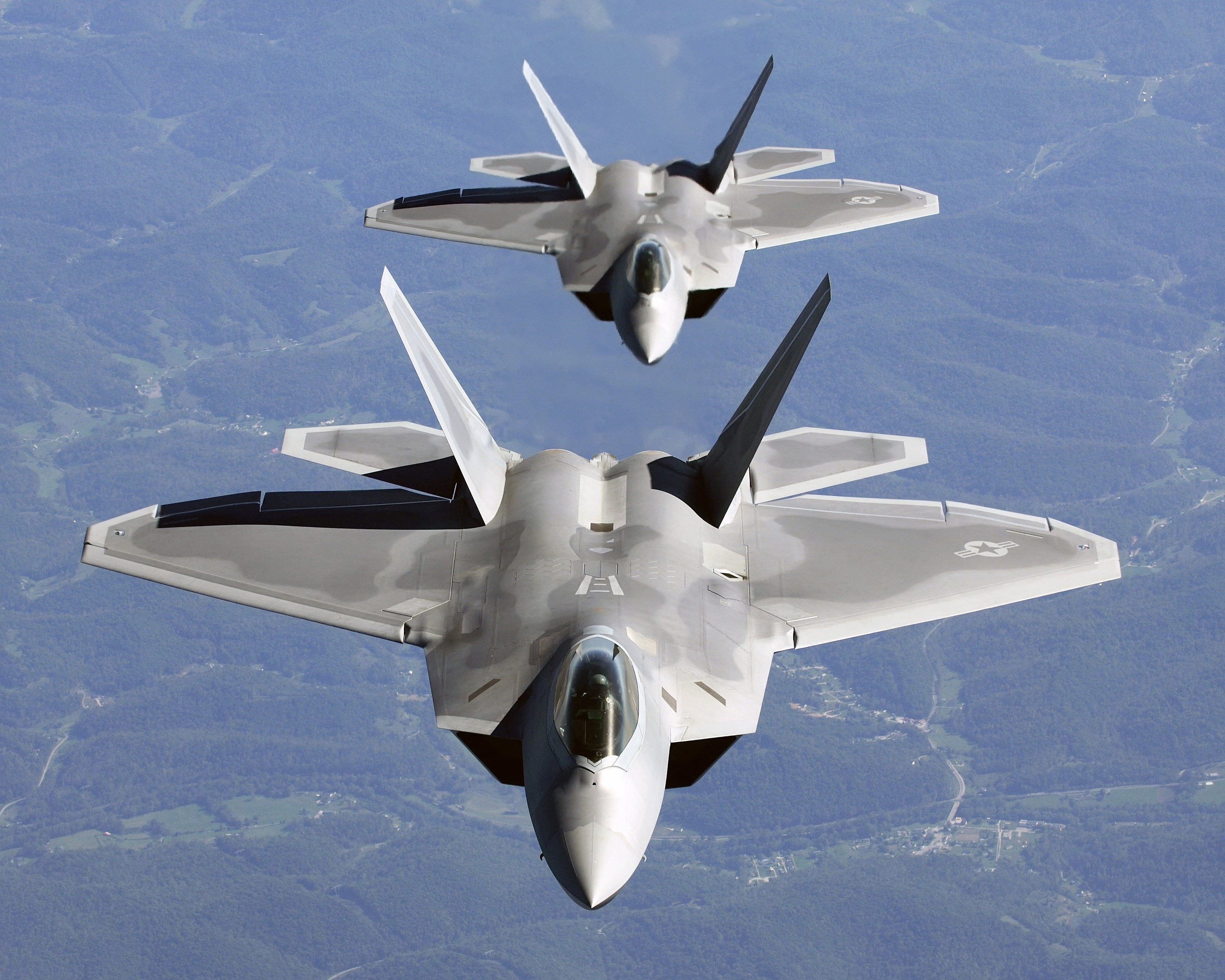
Cele mai moderne aeronave militare cum ar fi aceste F-22 Raptor transportă muniții ghidate cu precizie, considerate de autoritățile militare ca reducând numărul deceselor în rândul populației civile.

Atacurile aeriene cauzează de multe ori moartea personalului necombatant, inclusiv a civililor. Dreptul internațional utilizează principiile necesității militare, distincției și proporționalității. Aceste principii subliniază că un atac trebuie să fie îndreptat către o țintă militară legitimă, iar prejudiciul cauzat țintelor necombatante trebuie să fie proporțional cu avantajul obținut de pe urma unui astfel de atac.